# Stotnik (Wehrmacht)
Stotnik (izvirno nemško Hauptmann) je bil častniški čin v nemškem Heeru (kopenski vojski) in Luftwaffe (vojnemu letalstvu).
Nižji čin je bil nadporočnik, medtem ko je bil višji major. V drugi veji Wehrmachta (Kriegsmarine) mu je ustrezal čin kapitanporočnika, medtem ko mu je v Waffen-SS ustrezal čin SS-Hauptsturmführerja.
V specialističnih rodovih mu je ustrezal čin: Rittmeister (konjenica), Stabsarzt (vojaška medicina), Stabsveterinär (vojaška veterina), Stabsrichter (vojaško pravo) in Heereshilfspfarrer (vojaško kaplanstvo) (vsi v Heeru) in Hauptingenieur (v Luftwaffe).

## Oznaka čina

### Heer
Oznaka čina stotnika je bila sledeča:
- naovratna oznaka čina (t. i. Litzen) je bila enaka za vse častnike in sicer dve ob strani povezani črti, pri čemer se je razlikovala barva podlage glede na rod oz. službo;
- naramenska oznaka čina je bila sestavljena iz štirih vrvic, ki so bile pritrjene na črno podlago v obliki U in dveh zvezde, pri čemer se je barva obrobne vrvice različna glede na rod oz. službo;
- narokavna oznaka čina (na zgornjem delu rokava) za maskirno uniformo je bila sestavljena iz treh zelenih črt in enega para stiliziranih hrastovih listov na črni podlagi.

Galerija
- Naovratna oznaka čina
- Naramenska oznaka čina
- Narokavna oznaka čina

### Luftwaffe
Oznaka čina stotnika je bila sledeča:
- naovratna oznaka čina je bila sestavljena iz: srednje velikega hrastovega venca, iz enega para prekrižanih stiliziranih hrastovih listov, nad katerim so se nahajali trije pari stiliziranih kril; barva podlage se je raziskovala glede na rod oz. službo;
- naramenska oznaka čina je bila sestavljena iz štirih vrvic, ki so bile pritrjene na črno podlago v obliki U in dveh zvezde, pri čemer se je barva obrobne vrvice različna glede na rod oz. službo;
- narokavna oznaka čina (na zgornjem delu rokava) za bojno uniformo je bila sestavljena iz ene bele črte, nad katero so se nahajali trije pari belih stiliziranih kril na modri podlagi.

Galerija
- Naovratna oznaka čina
- Osnovna naramenska oznaka čina
- Narokavna oznaka čina